# Акантарії
Акантарії (Acantharea) — клас одноклітинних еукаріотичних істот типу радіолярій, яких відносять до підцарства найпростіших, або, за іншими джерелами — царства Протисти.
Великі (до міліметра і більше) клітини радіально симетричні, з яскраво забарвленою центральною зоною цитоплазми і зі світлозаломлюючими голками. Всі представники мають внутрішньоклітинний скелет з сульфату стронцію. Скелет включає 20 елементів, взаємне розташування яких суворо упорядковано. На дистальних кінцях спікул скелета розтягнутий позаклітинний покрив.